# Ellen Spencer Mussey
Ellen Spencer Mussey (13 de mayo de 1850 - 21 de abril de 1936) fue abogada, educadora y pionera en el campo de los derechos de la mujer a recibir educación jurídica. Era hija de Platt Rogers Spencer, un reformador y promotor del Método Spencerian, una forma de escritura ampliamente utilizada.

## Biografía
Mussey nació el 13 de mayo de 1850 en Ginebra, Ohio, Estados Unidos. Entre los 12 años y el momento de la muerte de su padre, cuando ella tenía 14 años, fue asistente en su escuela de caligrafía. A partir de entonces, se instaló con familiares y asistió al Seminario de Damas Jóvenes de Rice en Poughkeepsie, Nueva York, al Lake Erie College en Painesville, Ohio, y al Rockford College en Rockford, Illinois.
En 1871 se casó con Reuben D. Mussey, excoronel del Ejército de la Unión, que fue propuesto pero no confirmado para el grado de general de brigada como distinción honorífica; también fue un abogado de éxito. Después de que se le negara la admisión en las facultades de derecho de la Universidad Nacional y el Colegio Columbian (ahora Universidad George Washington), Ellen Mussey se instruyó en el campo del derecho y recibió capacitación legal en el bufete de abogados de su esposo y comenzó a ejercer la abogacía. Reuben Mussey murió el 29 de mayo de 1892,  lo que podría haber terminado con la práctica legal de Ellen Mussey que ella ejercía bajo el nombre de su esposo. Consiguió una consideración especial y se le permitió optar al colegio de la abogacía mediante un examen oral, que aprobó en marzo de 1893. En 1896, Ellen Spencer Mussey fue admitida para ejercer ante la Corte Suprema de los Estados Unidos.

## Carrera profesional
En 1895, Delia Sheldon Jackson, una aspirante a abogada, se acercó a ella para que la enseñara y la tuviera como estudiante de derecho. Al darse cuenta ambas tanto del alcance de la tarea como de la importancia de la oportunidad, Mussey buscó la ayuda de una colega y amiga, Emma Gillett. Las dos abrieron la primera sesión de la Clase de Derecho de la Mujer el 1 de febrero de 1896. La clase se puso en marcha con tres alumnas: Jackson y otras dos mujeres, Nanette Paul y Helen Malcolm.
En unos pocos años, el programa se fue ampliando y varios abogados prominentes de Washington D. C. fueron contratados para ayudar. Aunque Mussey y Gillett inicialmente no aspiraban a establecer una facultad de derecho independiente, cuando Columbian College rechazó su solicitud de aceptar a las mujeres que habían educado para su último año de universidad —con el argumento de que "las mujeres no tenían mentalidad para la ley" —decidieron establecer una facultad de derecho mixta abierta específicamente a las mujeres.
Así, en abril de 1898, se constituyó la Facultad de Derecho de Washington (ahora fusionada con Universidad Americana) en Washington D. C., como la primera facultad de derecho del mundo fundada por mujeres. Mussey fue la primera rectora de la universidad hasta su jubilación en 1913.
Con Emma Gillett, Mussey fundó la Women’s Bar Association (Asociación de Mujeres Abogadas o WBA por sus siglas en inglés) del Distrito de Columbia el 19 de mayo de 1917 y fue elegida su primera presidenta. La WBA fue una de las primeras organizaciones de mujeres abogadas en Estados Unidos. En 1919, Mussey también colaboró en la fundación de la Asociación Nacional de Mujeres Abogadas. Mussey fue además la primera presidenta del Women's City Club de Washington D. C., que se fundó el mismo año.
Mussey murió el 21 de abril de 1936 en Washington D. C.